# Basilique Saint-Michel-des-Lions
Pour les articles homonymes, voir Saint-Michel.
La basilique Saint-Michel-des-Lions est une des principales églises de Limoges, ville du département français de la Haute-Vienne en région Nouvelle-Aquitaine. 
Elle doit son nom aux quatre statues de lions qui s'y trouvent. Deux gardent son entrée, une autre garde l'intérieur de l'église et enfin, la dernière, se trouve sur la place du Présidial, observant l'église. 
Par un bref apostolique du pape François daté du 2 février 2023, l'église est érigée en basilique mineure, la seule du Limousin, et la 175e de France.
En 2025, le recteur de la basilique est le Père François Renard.

## Histoire

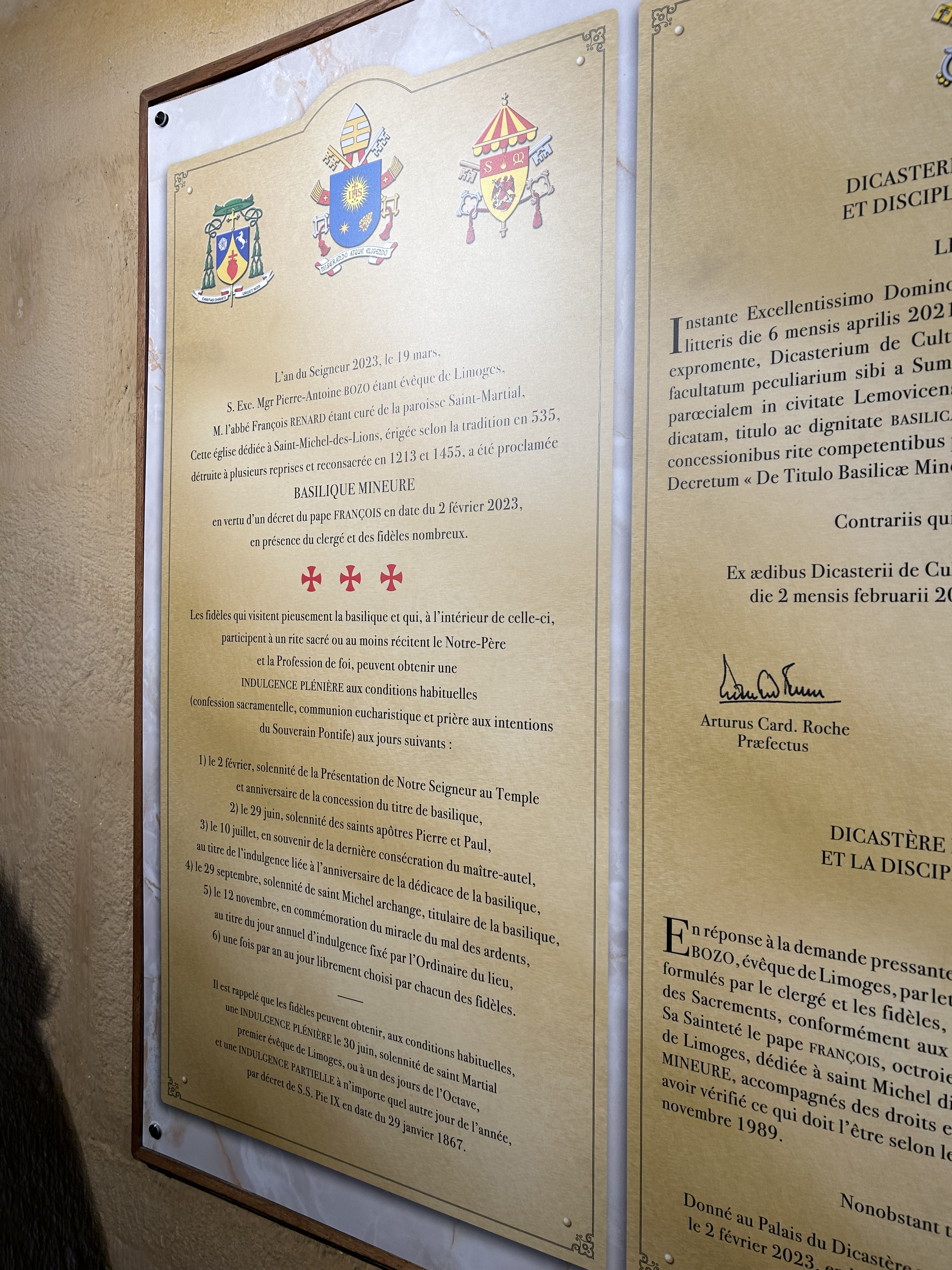
Copie du décret d'érection de l'église en basilique.

Saint Loup, évêque de Limoges donne, vers 630, une chapelle Saint-Michel aux chanoines de Saint Martial. 
Deux incendies à Limoges, en 1123 et en 1147, détruisent l’église. C’est le moine Pierre de Verteuil qui la reconstruit. L’église est consacrée en 1213. Cette nouvelle église s’effondre et la première pierre d’une nouvelle église est posée en 1364. De celle-ci, il reste deux chapelles et une partie des murs. 
En 1552, des travaux d’agrandissement sont réalisés avec une travée ajoutée à l’ouest, remarquable par ses grandes verrières. Des travaux sont menés au cours des siècles suivants, en particulier sur le clocher (1604, 1754, 1810).

## Description
C'est une église de style gothique, construite entre les XIVe et XVIe siècles. Elle possède un typique clocher limousin (comme la cathédrale Saint-Étienne) surmonté d'une curieuse boule métallique.
En 1810, lorsque la foudre s'abat sur le clocher de l'église, l'édifice religieux est endommagé. Le militaire chargé du projet de réfection de la flèche du monument a l'idée de le coiffer d'une boule, « pour faciliter les opérations de triangulation et les mesures géodésiques ». Cette sphére pèse 600 kg et fait environ deux mètres de diamètre. Les Limougeauds se sont habitués à cet appendice militaire (un hôtel lui emprunte même son nom : l'hôtel de la Boule d'Or) qui présente une grande prise au vent et met à nouveau l’édifice en péril. Des travaux de restauration sont lancés et le débat fait rage entre ceux qui veulent un clocher avec ou sans boule. 
Les membres de la Société archéologique et historique du Limousin se divisent eux aussi entre boulophiles et boulophobes. Le Préfet de l’époque tranche en demandant l'avis du Ministère des Beaux-Arts. Une nouvelle boule doit remplacer l'ancienne ; la Première Guerre mondiale est déclarée. La nouvelle sphère est ajourée et en cuivre. Elle attend la fin de la guerre pour trouver sa place aux côtés de la girouette qui, elle, n’a pas bougé depuis 1824.
L'église est classée au titre des monuments historiques en 1909.
Les lions, d’époque galloromaine, étaient probablement des monuments funéraires placés à l’entrée des nécropoles antiques publiques. Ils sont toujours restés à la même place, une fois le cimetière devenu chrétien, puis lorsque le cimetière fut déplacé pour des raisons de salubrité.

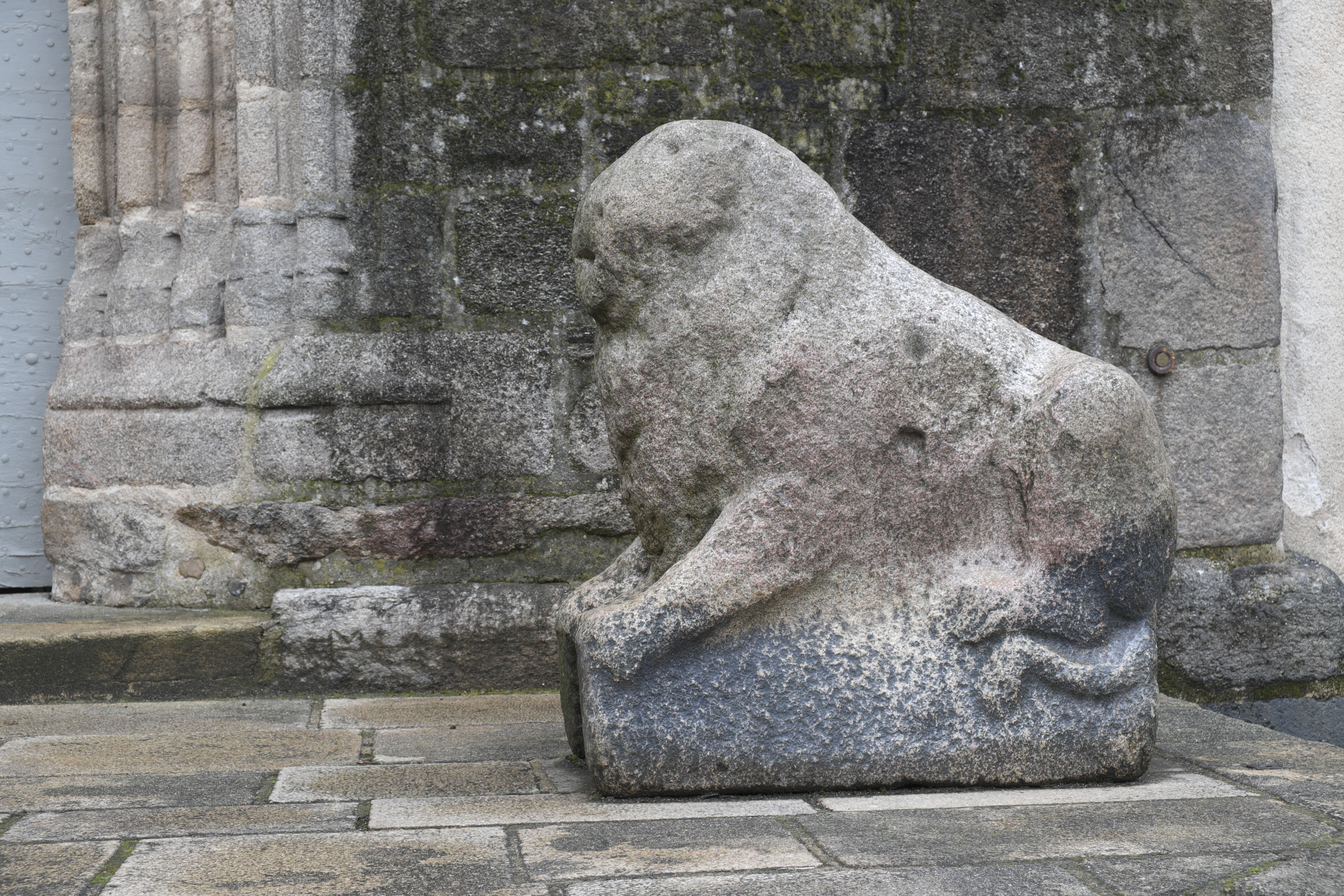
Un des deux lions
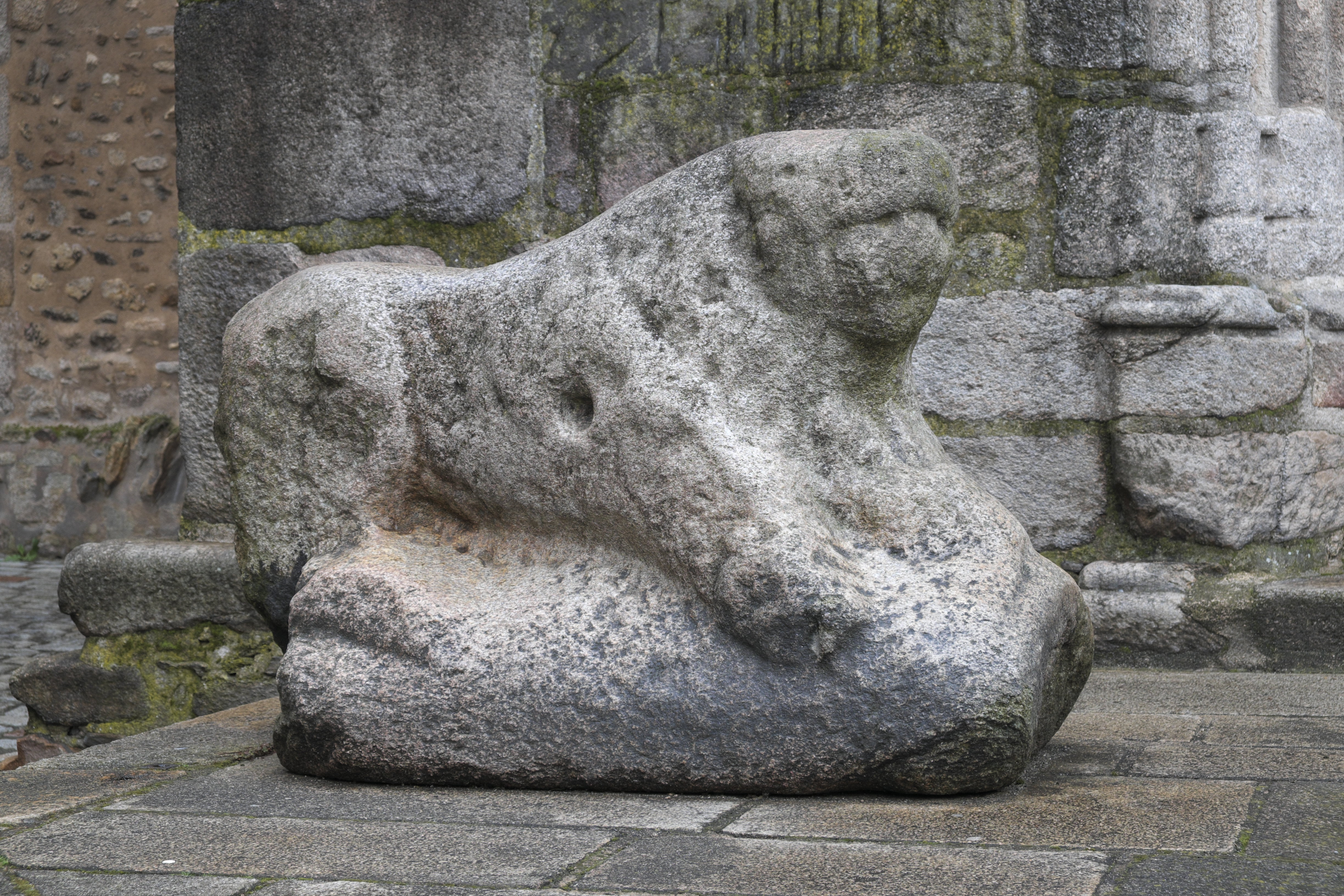
L'autre lion

## Mobilier
L'église possède un riche mobilier :
- Deux pietàs du XVe siècle
- Deux vitraux du XVe siècle représentant les vies de saint Jean Baptiste et de la Vierge Marie
- Une statue de sainte Valérie du XVe siècle

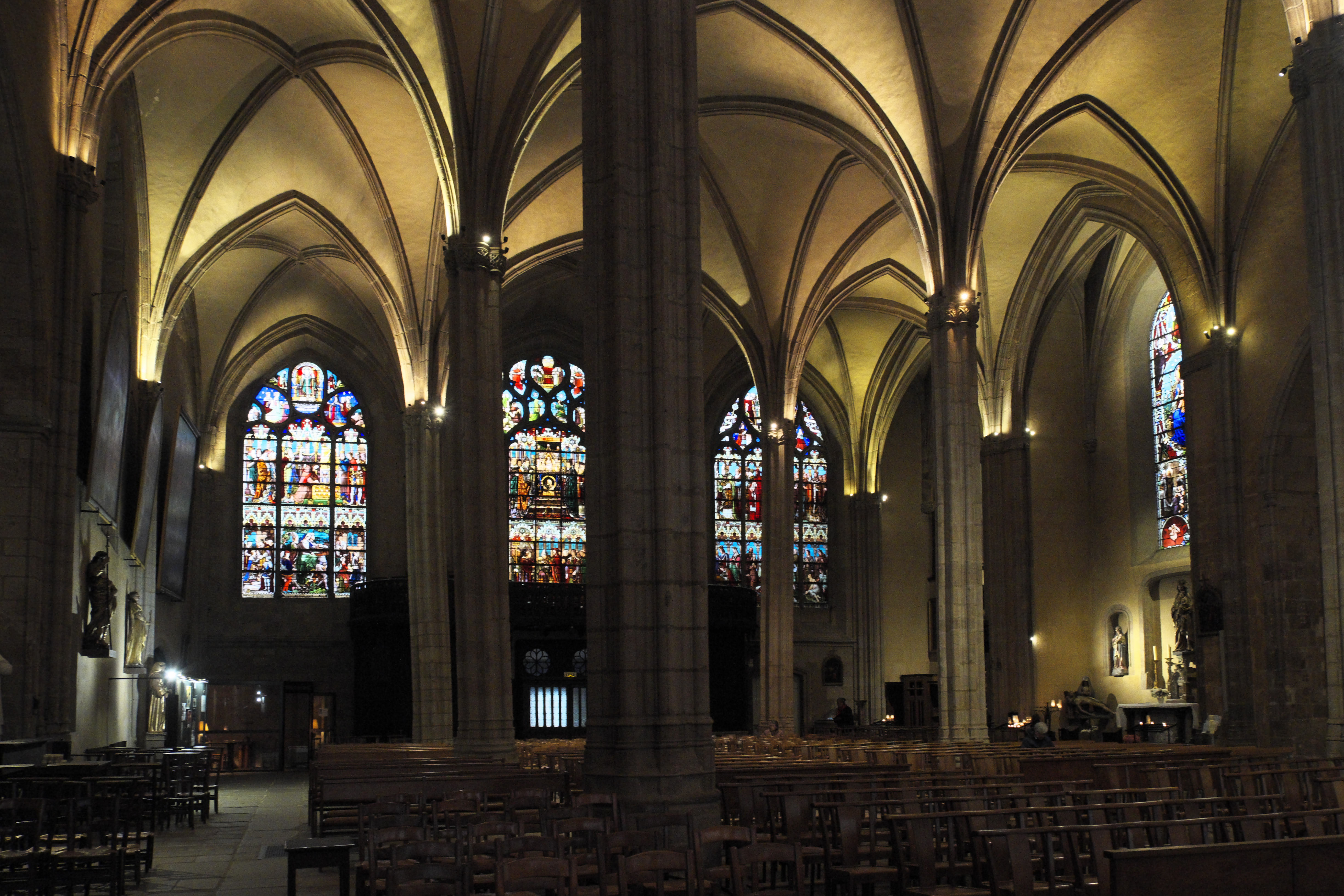
Intérieur
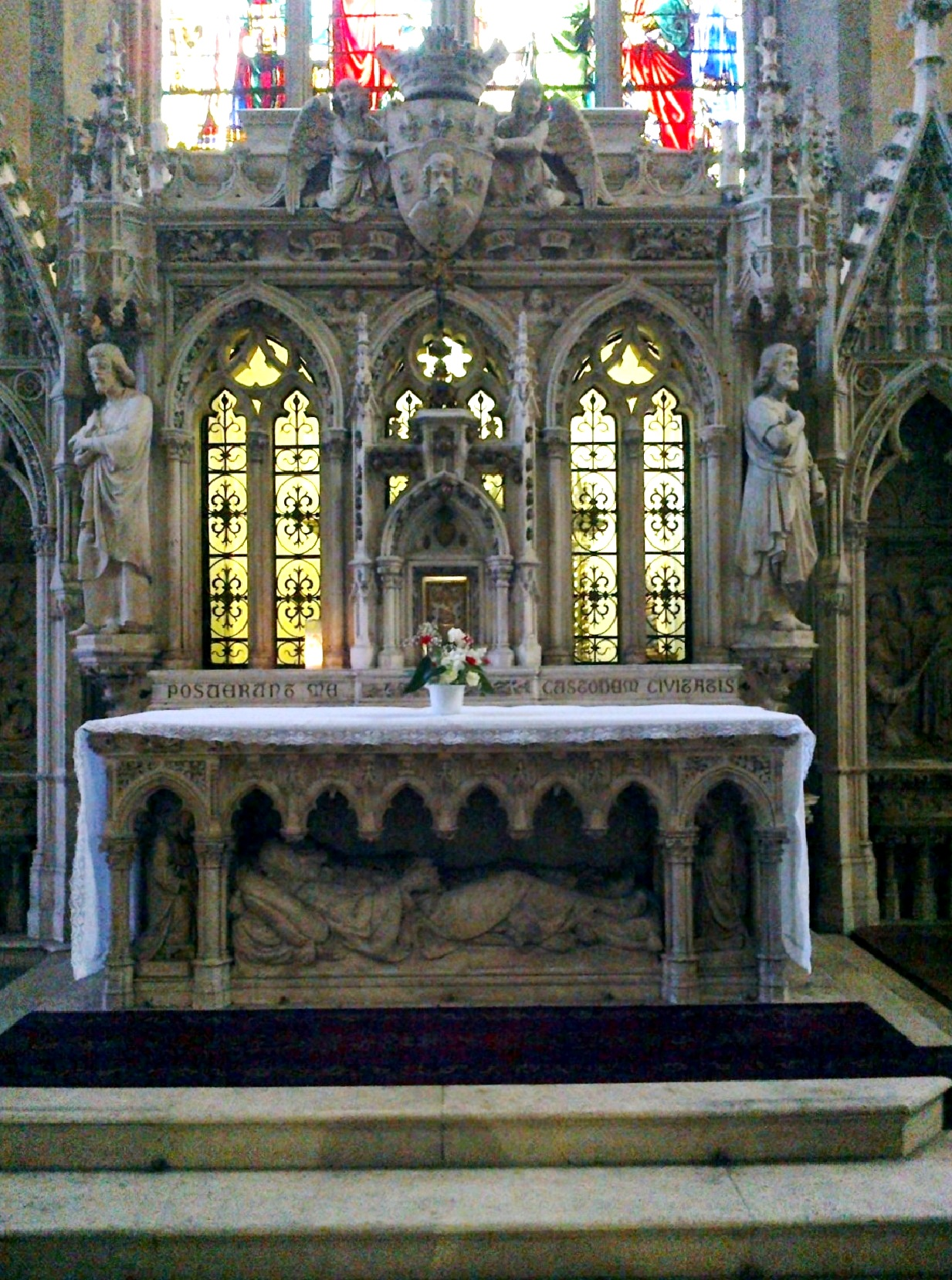
Chasse de Saint-Martial
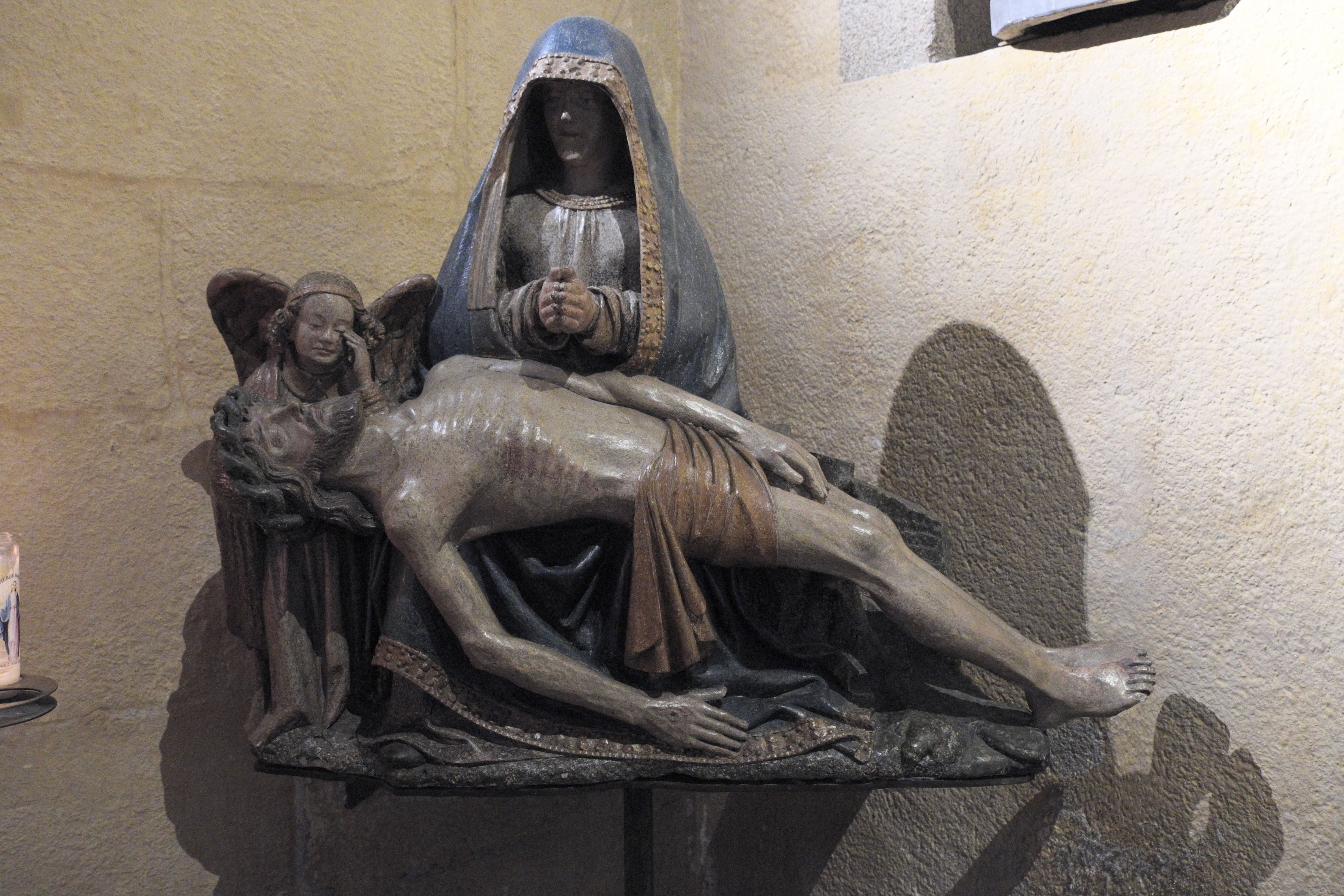
Piéta
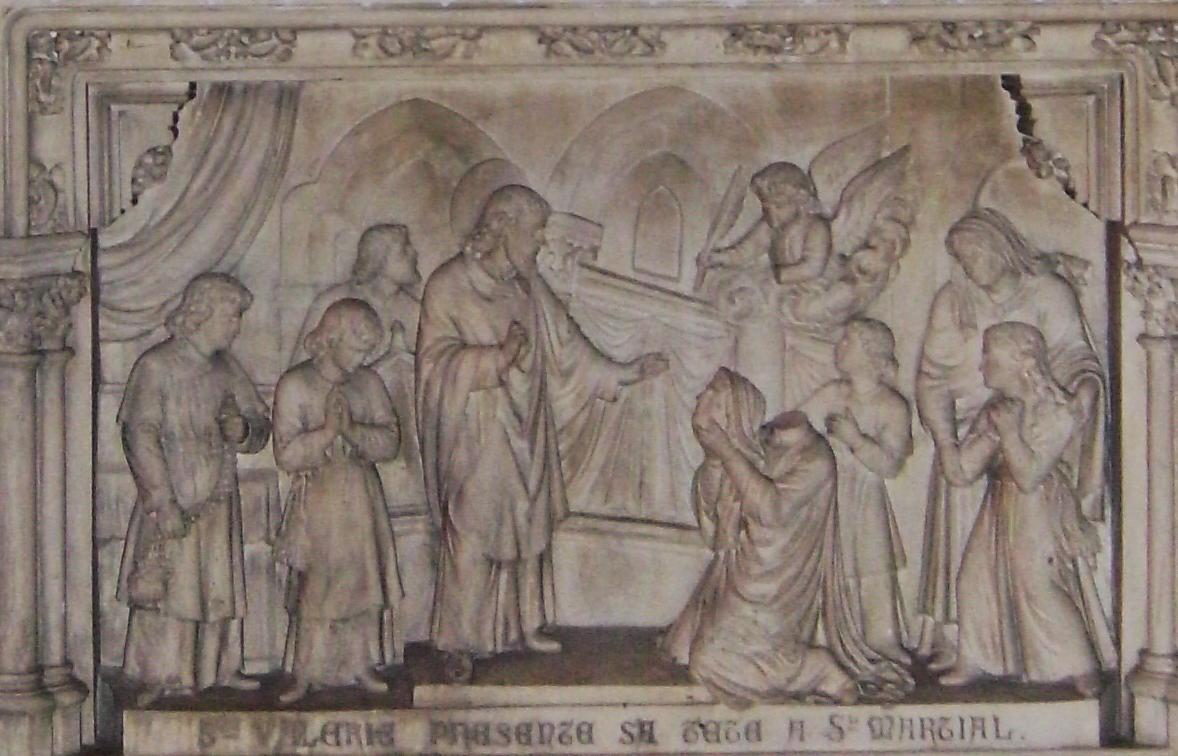
Sainte Valérie et Saint Martial
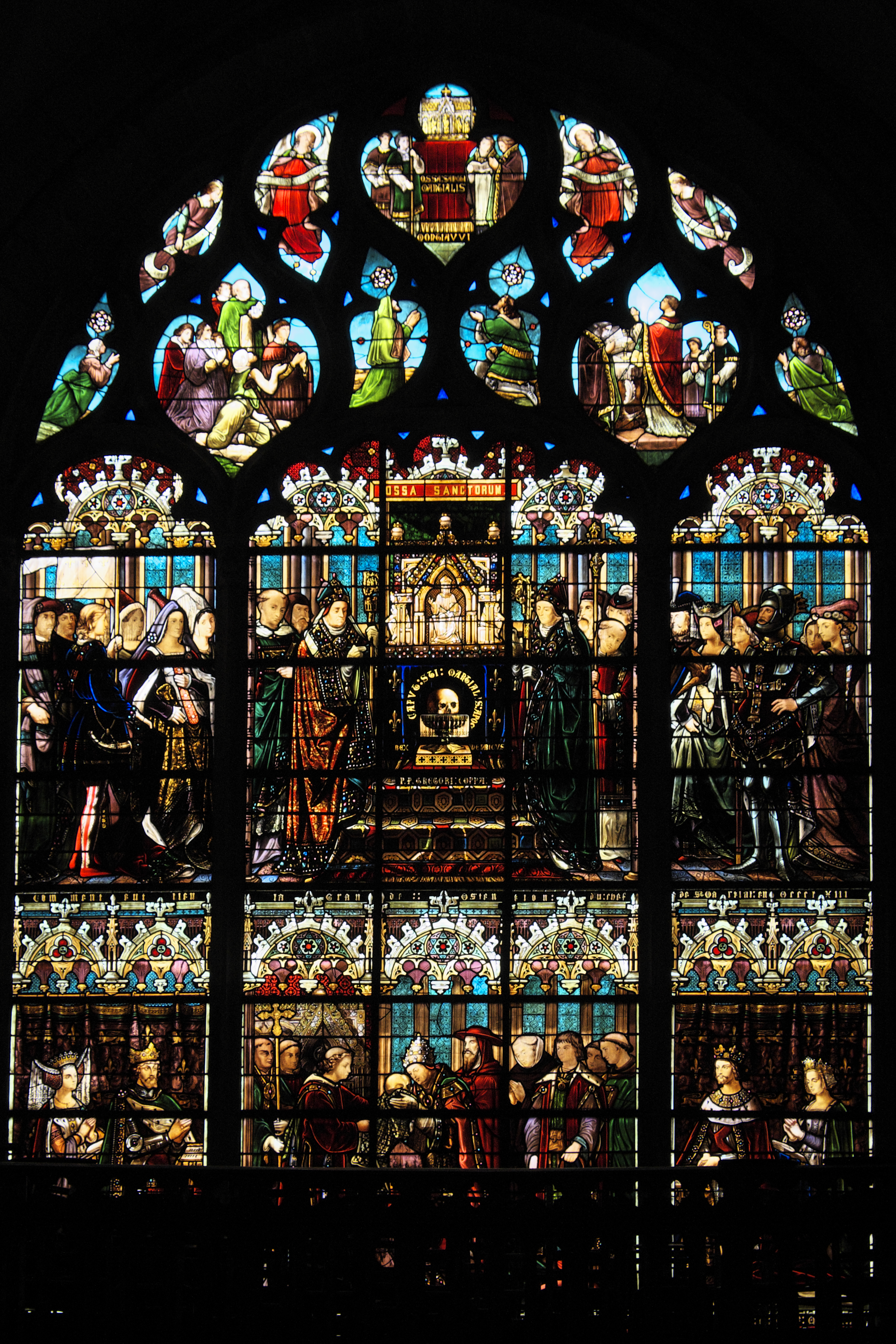
Vitrail
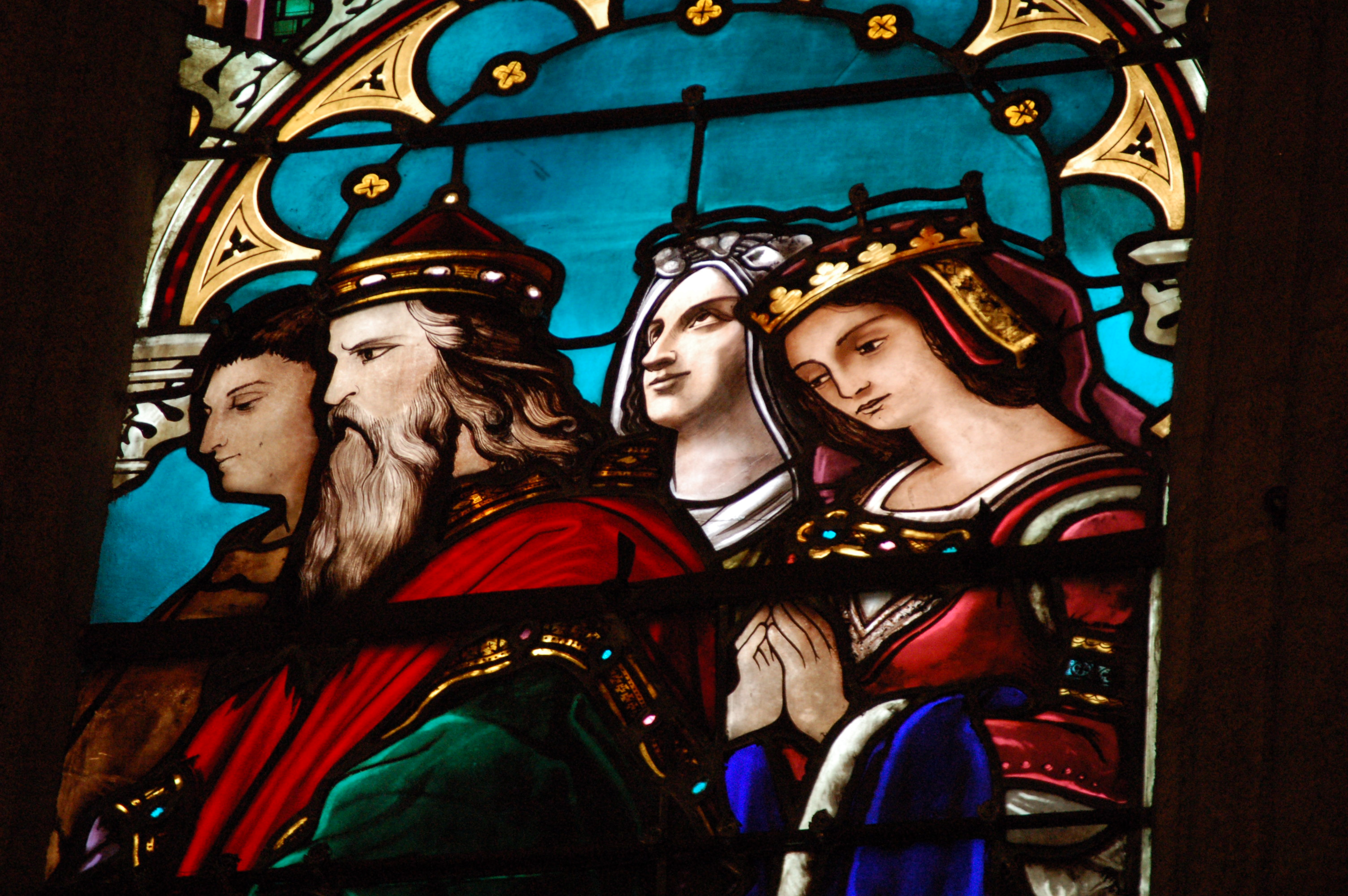
Détail de vitrail

## Reliques
La basilique conserve de nombreuses reliques dont la plus importante est le chef (crâne) de saint Martial, qui y est vénéré depuis 1790, à la suite du transfert des reliques du saint de l'Abbaye Saint-Martial de Limoges à Saint-Michel-des-Lions. Le culte de saint Martial est toujours très important. Deux confréries, la Grande confrérie de saint Martial et la confrérie des Porteurs de la Châsse veillent à entretenir ce culte, notamment par une prière hebdomadaire chaque mercredi, et bien sûr par l'organisation tous les sept ans des ostensions de Limoges (Ostensions limousines).
Parmi les autres reliques notables, la basilique possède aussi le chef de saint Loup, vénéré depuis 1158 dans l'église, et des reliques de sainte Valérie (uniquement des fragments, le crâne étant conservé à l'Abbatiale Sainte-Valérie) auxquels sont dédiées deux confréries. Ces reliques sont conservées dans les autels latéraux du monumental tombeau de saint Martial, consacré en 1889, qui célèbre la vie et les miracles de saint Martial. Est également conservé le chef de saint Pudens, sénateur romain et martyr, et qui provient des Sœurs de la Croix de Limoges. Toutes ces reliques sont ostensionnaires, c'est-à-dire qu'elles sont sorties en procession lors des ostensions septennales limousines. 
De nombreuses autres reliques sont conservées dans le trésor de la basilique, certaines ayant été par le passé processionnées aux ostensions. Peuvent être cités les chefs de saint Boniface et de saint Didier, ainsi que des reliques de saint Étienne de Muret, de saint Alpinien, de saint Austriclinien, ou encore de sainte Agathe de Catane.